# 魯德尼亞區

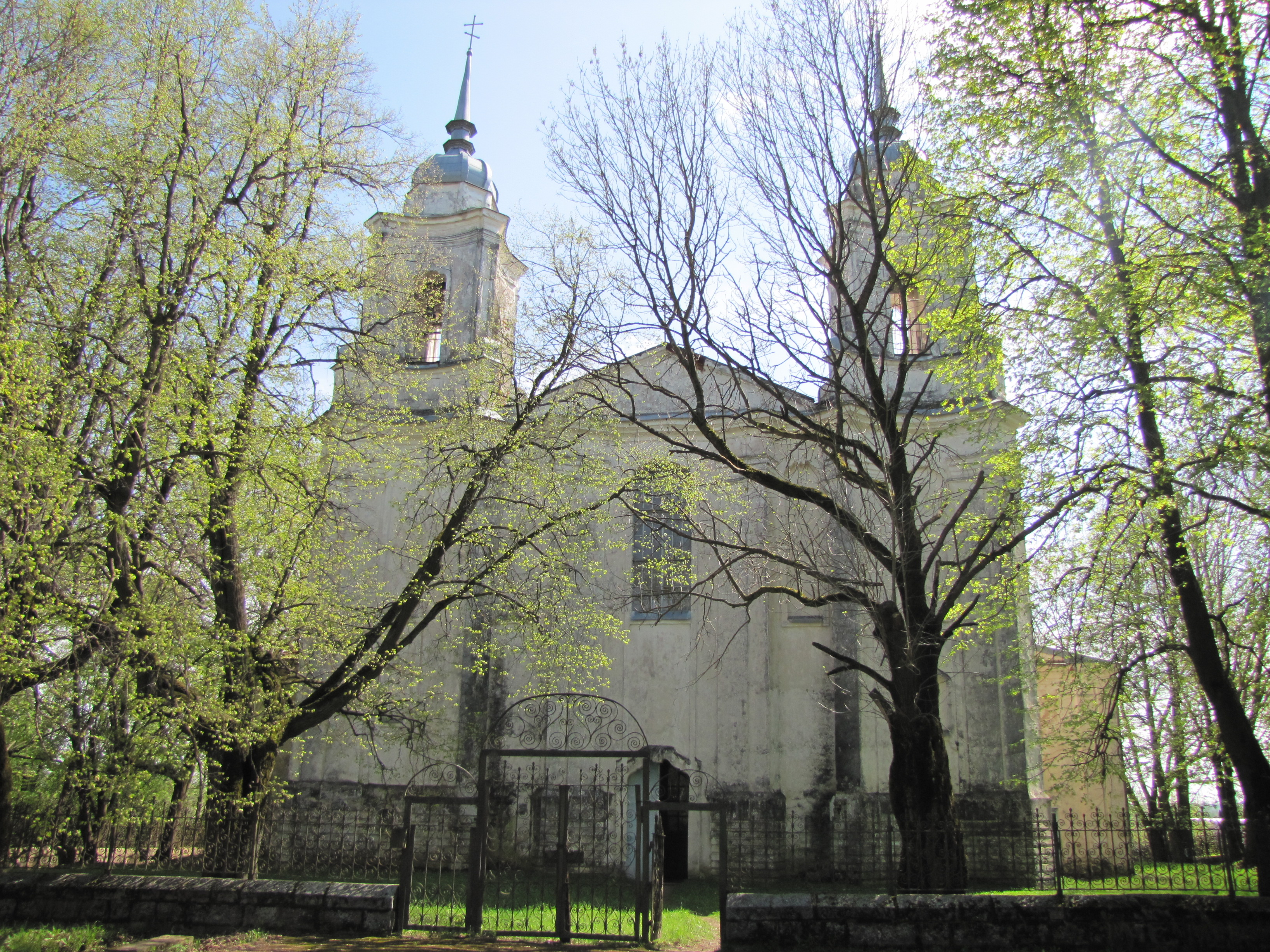

54°48′33″N 30°45′02″E / 54.80917°N 30.75056°E
魯德尼亞區（俄语：Рудня́нский райо́н）是俄羅斯的一個區，位於該國西部，由斯摩棱斯克州負責管轄，面積2,111.41平方公里，2010年人口25,244，人口密度每平方公里11.96人。